# Karaburun
Karaburuni är en halvö i prefekturen Qarku i Vlorës i Albanien.  Den ligger utanför Vlorabukten vid Adriatiska havet.  Halvöns yttersta punkt är Kepi i Gjuhëzës. Den är 15 km långt och 3–5 km brett. Dess yta är 62 km2. Bortom Karaburuni ligger Italien med ett avstånd på 72 km utmed Otrantosundet.
Karaburuni var under antiken känd som ”Akrokerauniska halvön” efter bergskedjan med samma namn.